# 飲尿

容器內部尚未飲用的人尿

飲尿俗稱喝尿，是指飲用尿液的行為，可能是人類或其他動物的尿液。在不同用途的人類飲尿者當中，喝尿的目的也不同：例如部分人认为可以保健養生，而部分人為追求性快感而喝尿。
从人类的角度来看，喝尿通常無害，因為尿液實為血液經過腎臟過濾之液體。但是若尿液來自病人體內或者來自患有尿道炎的患者體內，則有可能引致細菌感染。對於少數對尿液有敏感反應的人，飲尿亦可能會引致出疹。
在替代醫學上，亦有飲尿作為治病或保健作用之人，這種方法被稱作尿療法。
此外，以性虐待為主題的色情電影當中通常含有飲尿甚至食糞的情節。例如巴西的色情電影《饑餓婊子》（其預告片《兩女一杯》的熟知度較高）。

## 味觉感知
雖然尿液的特殊骚味很重，但是飲用時基本嘗不到。原因是舌頭上的味蕾只提供甜、咸、苦、酸、鲜五種味覺感知，但是聞到的特殊骚味僅是鼻腔的嗅覺感知。（例如臭豆腐所謂「聞著臭吃著香」亦是這個道理。）
飲食過多或喝水量很少的人排出的尿液內，鹽及礦物質含量較高，所以會有很鹹的味道，不過若經過足夠的稀釋則可減低其影響；飲食清淡或經常喝水的人排出的尿液通常則是淡鹹味或無味的；每天早晨第一次排出的尿液通常含有淡淡的酸味；糖尿病患者的尿液亦帶有甜味。
由於甜味劑一般都會隨尿液排出體外，所以若在排尿前曾飲用含有甜味劑的飲品，有助改善尿液的味道。不過，如果排尿者未有飲用含甜味劑的飲品但尿液有甜味，可能代表排尿者有糖尿病。另外，飲品不宜含有阿斯巴甜，因為會令尿液有不好的味道。

## 藥理學
在尿液中含有酵素尿激酶及造血荷爾蒙的紅血球生成激素。这两种物质有溶解血栓的效果，但饮尿时会在消化道中失效。此外，尿液裡含有鈉、鈣、鎂等人體必需的微量礦物質。

## 替代医療
通過飲用尿液或使用尿液清潔身體等做法被稱為尿療法。但是科學界人士普遍认为并無科學根據」。

中國明朝医学家李時珍在其所著之《本草綱目》當中曾提到：
|                        | 尿，從尸從水，會意也。方家謂之輪回酒'、還元湯，隱語也。氣味鹹，寒，無毒。主治寒熱頭痛，溫氣。童男者尤良（《別錄》）。主久嗽上氣失聲，及症積滿腹（蘇恭）。明目益聲，潤肌膚，利大腸，推陳致新，去咳嗽肺痿，鬼氣 病。停久者，服之佳。恐冷，則和熱湯服（藏器）。止勞渴，潤心肺，療血悶熱狂，撲損，瘀血在內運絕，止吐血鼻衄，皮膚皴裂，難產，胎衣不下，蛇犬咬（大明）。滋陰降火甚速（震亨）。殺蟲解毒，療瘧中（時珍）。 |
| ——李時珍，《本草綱目》 | |

在印度、中国、泰国、臺灣、日本等地，均有部分健康人或疾病患者使用尿療法。例如中國有「中國尿療協會」組織，但是该組織在中國有爭議；日本醫師中尾良一亦提倡尿療法治病並曾於1990年著有《奇跡が起きる尿療法》（中文：奇跡的尿療法）書籍。